# Kladapheles gammadeka
Kladapheles gammadeka är en mossdjursart som beskrevs av Gordon 1993. Kladapheles gammadeka ingår i släktet Kladapheles och familjen Lepraliellidae. Inga underarter finns listade i Catalogue of Life.